# Požarevac
Požarevac (en serbe cyrillique : Пожаревац ; en allemand : Passarowitz ; en français : Passarovitz) est une ville de Serbie située dans le district de Braničevo. Au recensement de 2011, la ville intra muros comptait 42 963 habitants et son territoire métropolitain, appelé ville de Požarevac (en serbe : Град Пожаревац et Grad Požarevac), 74 070.
En serbe, le nom de la ville de Požarevac signifie « la ville de feu ». La ville de Požarevac est le centre administratif du district de Braničevo.

## Géographie
La ville de Požarevac (à prononcer « Pojarévats »[évasif]) est située au nord-est de la Serbie sur l'autoroute serbe A1 qui va de Belgrade à Niš. Elle se trouve au confluent du Danube, de la Morava et de la Mlava, à 80 km au sud-est de la capitale serbe. 
La municipalité couvre une superficie de 491 km2, dont 39 240 hectares de terre arable, situées principalement dans la plaine de la région de Stig et le long des rives du fleuve[Lequel ?] et des rivières. 
Centre administratif du district, Požarevac est aussi le centre économique et culturel de la région qui comprend les municipalités de Veliko Gradište, Golubac, Žabari, Žagubica, Kučevo, Malo Crniće et Petrovac na Mlavi.
Le haras de Ljubičevo est situé à 5 km du centre-ville.

## Histoire
La ville fut fondée par les Romains au Ier siècle de notre ère, sous le nom de "Margus".
Un traité y fut conclu (Traité de Margus) entre les chefs huns Attila et son frère Bleda et l'Empire romain d'Orient en 435. Mais la ville fut détruite par les Huns lors de leur invasion de cet empire en 442.
Požarevac est mentionné pour la première fois dans l'histoire sous son nom actuel en 1476. Mais c'est en 1718 que la ville acquit une certaine célébrité à l'occasion du traité de Passarowitz (son nom en allemand) signé entre les deux empires rivaux des Habsbourg et des Ottomans. Lors de la révolte serbe de 1788, la ville fut libérée et fit momentanément partie de la Krajina de Koča, un territoire arraché aux Turcs et rattaché à la couronne des Habsbourg ; le futur chef du Premier soulèvement serbe contre les Turcs, Karađorđe (Karageorges), participa à la révolte.
La véritable émancipation de la ville commença au XIXe siècle avec l'arrivée au pouvoir du prince Miloš Ier Obrenović. C'est lui qui fut à l'initiative de la reconstruction de la ville. Les principaux édifices datent de cette époque : l'église cathédrale (1819), le château-konak (1825), une nouvelle avenue « čaršija » (1827) et, lors de son second règne, le haras de « Ljubičevo » (1860). En 1842, la première représentation balkanique de la pièce Roméo et Juliette de Shakespeare fut donnée à Požarevac. 
Plus récemment, Požarevac s'est fait connaître dans le monde entier comme la ville natale de l'ancien président serbe et yougoslave Slobodan Milošević (né le 20 août 1941 et mort le 11 mars 2006). Il a été inhumé le 18 mars 2006 dans le jardin de la propriété familiale sous un tilleul centenaire auquel il était très attaché. Pendant qu'il était au pouvoir, son fils Marko tint plusieurs établissements dans la ville dont un parc d'attraction, Bambiland, et la grande discothèque Planeta, autrefois connue sous le nom de Madonna. La propriété des Milošević, au no 19 de la rue Nemanjina, s'étend sur 5 500 m2 et comprend cinq maisons d'un étage. Elle disposerait d'un sous-sol sur plusieurs niveaux.

## Organisation administrative de la ville de Požarevac

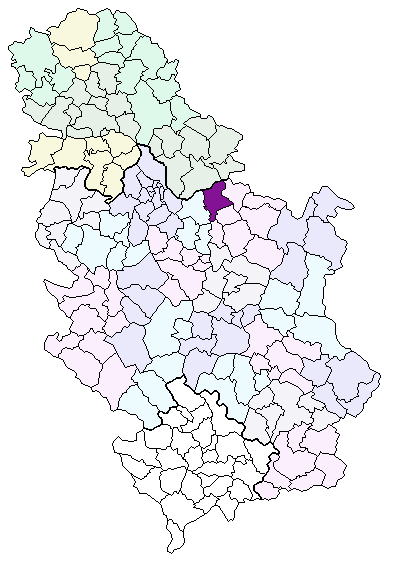
Localisation de la ville de Požarevac en Serbie

En application de la loi sur l'organisation territoriale de la république de Serbie, votée le 28 décembre 2007, Požarevac a obtenu le statut officiel de « ville » ou « cité » (en serbe, au singulier : Град et Grad ; au pluriel : Градови et Gradovi). Kostolac est officiellement classée parmi les « localités urbaines » (en serbe : градско насеље et gradsko naselje). Toutes les autres localités de la Ville sont considérées comme des « villages » (село/selo).
La ville de Požarevac est subdivisée en deux municipalités urbaines : la municipalité de Požarevac proprement dite et la municipalité urbaine de Sokolac.
La municipalité urbaine de Požarevac est constituée de 22 localités
| - Bare - Batovac - Beranje - Bradarac - Bratinac - Brežane - Bubušinac - Dragovac - Drmno - Dubravica - Živica | - Kasidol - Kličevac - Lučica - Maljurevac - Nabrđe - Požarevac - Poljana - Prugovo - Rečica - Trnjane - Ćirikovac |

La municipalité urbaine de Kostolac est constituée de 5 localités
- Klenovnik
- Kostolac
- Ostrovo
- Petka
- Selo Kostolac

## Démographie

### Požarevacintra muros

#### Évolution historique de la population
| 1948   | 1953   | 1961   | 1971   | 1981   | 1991   | 2002   | 2011   |
| ------ | ------ | ------ | ------ | ------ | ------ | ------ | ------ |
| 15 474 | 18 529 | 24 269 | 32 828 | 39 735 | 43 885 | 41 736 | 42 963 |

## Politique

### Élections locales de 2004
À la suite des élections locales serbes de 2004, les 68 sièges de l'assemblée municipale de Požarevac se répartissaient de la manière suivante :
| Parti                        | Sièges |
| ---------------------------- | ------ |
| Parti socialiste de Serbie   | 16     |
| Parti démocratique           | 15     |
| Parti radical serbe          | 10     |
| Parti démocratique de Serbie | 9      |
| Mouvement Force de la Serbie | 8      |
| Coalition « Pour Požarevac » | 6      |
| G17 Plus                     | 4      |

Dušan Vujčić, membre du Parti socialiste de Serbie a été élu président (maire) de la municipalité.

### Élections locales de 2008
À la suite des élections locales serbes de 2008, les 68 sièges de l'assemblée municipale de Požarevac se répartissaient de la manière suivante :
| Parti                                                                         | Sièges |
| ----------------------------------------------------------------------------- | ------ |
| Pour une Serbie européenne (DS - G17+)                                        | 29     |
| Parti radical serbe                                                           | 23     |
| Parti socialiste de Serbie - Parti des retraités unis de Serbie - Serbie unie | 11     |
| Parti démocratique de Serbie                                                  | 5      |

Miodrag Milosavljević, membre du Parti démocratique du président Boris Tadić, a été élu maire (gradonačelnik) de la ville de Požarevac, l'entité administrative qui a remplacé l'ancienne municipalité ; né en 1962, il est diplômé de la faculté de droit de l'université de Belgrade. Il a conduit la liste Pour une Serbie européenne, soutenue par le président et composée du Parti démocratique et du parti G17 Plus.

### Élections locales de 2012
À la suite des élections locales serbes de 2012, les 68 sièges de l'assemblée municipale de Požarevac se répartissaient de la manière suivante :
| Parti                                                                         | Sièges |
| ----------------------------------------------------------------------------- | ------ |
| Parti démocratique                                                            | 26     |
| Parti progressiste serbe                                                      | 19     |
| Parti socialiste de Serbie - Parti des retraités unis de Serbie - Serbie unie | 11     |
| Parti démocratique de Serbie                                                  | 5      |
| Régions unies de Serbie                                                       | 4      |
| Autres                                                                        | 3      |

## Culture
- Musée national de Požarevac

## Économie
La ville est connue localement pour l'usine alimentaire Bambi qui produit principalement des biscuits pour enfants.

## Tourisme

### Haras de Ljubičevo
Ljubičevo est un haras situé à quelques kilomètres de Požarevac. Il a été créé par la dynastie princière des Obrenović. Lorsqu'en 1859, le prince Miloš Obrenović fut élu pour la seconde fois comme prince régnant, il revint d'exil et s'installa d'abord à Požarevac avant d'aller à Belgrade prendre les rênes du pouvoir. L'année suivante, en 1860, il offrit à l'État sa propriété située sur la rive de la Morava, en vue de la création d'un haras. En 1866, le prince Michel, après la mort de son père Miloš et de sa mère Ljubica, donna le nom de Ljubičevo au haras en hommage à sa mère. Depuis sa création, le haras a joué un rôle important dans l'introduction du sport hippique en Serbie et en Yougoslavie.

## Personnalités
- Velibor Vasović (1939-2002), footballeur, né à Požarevac ;
- Slobodan Milošević (1941-2006), homme politique, né à Požarevac ;
- Mirjana Marković (1942-2019), femme politique et épouse de Slobodan Milošević, née à Požarevac ;
- Živka Matić (1923-1998), actrice, née à Požarevac ;
- Flora Brovina (1949-), poétesse, pédiatre et militante des droits humains et notamment ceux des femmes albanaise du Kosovo, emprisonnée à Požarevac
- Zorica Brunclik
- Prvoslav Vujčić
- Dragana Mirković
- Petar Dobrnjac
- Miloš Ier Obrenović
- Nikola Pašić
- Đura Jakšić
- Milena Pavlović-Barili
- Đorđe Jovanović
- Živojin Đorđević
- Radomir Lukić
- Pavle Savić
- Petar Džadžić
- Milan Đorđević
- Milivoje Živanović
- Đorđe Marjanović
- Slobodan Stojanović
- Bora Spužić Kvaka
- Žika Obretković
- Njonja et Neđa
- Radovan Miletić

## Coopération internationale
Požarevac a signé des accords de partenariat avec les villes suivantes :
- Bet Shemen (Israël)
- Szentendre (Hongrie)
- Zhengzhou (Chine)